# Nariño (Antioquia)

Bandeira de Nariño.

Localização de Nariño, no departamento de Antioquia.

Nariño é uma cidade e município da Colômbia, no departamento de Antioquia. Apresenta uma área de 313 quilômetros quadrados e sua população, segundo o censo de 2002, é formada por 14.670 habitantes . 